# Јапан на Светском првенству у атлетици у дворани 2010.
Јапан је учествовао на Светском првенству у атлетици у дворани 2010.  одржаном у Дохи од 12. до 14. марта тринаести пут, односно учествовао је на свим првенствима до данас. Репрезентацију Јапана представљао је један атлетичар, која се такмичио у трци на 60 метара.
Представник Јапана није освојио ниједну медаљу, а оборио је лични рекорд.

## Учесници
Мушкарци:
- Чисато Фукушима — 60 м

## Резултати

### Мушкарци
| Атлетичар      | Дисциплина | Лични рекорд | Квалификације | Квалификације | Полуфинале | Полуфинале | Финале               | Финале       | Детаљи |
| Атлетичар      | Дисциплина | Лични рекорд | Резултат      | Место         | Резултат   | Место      | Резултат             | Место        | Детаљи |
| -------------- | ---------- | ------------ | ------------- | ------------- | ---------- | ---------- | -------------------- | ------------ | ------ |
| Масаши Еригучи | 60 м       |              | 6,75 ЛР       | 4. у гр. 1 кв | 6,77       | 7. у пф. 1 | Није се квалификовао | 21 / 49 (53) |        |